# Jakov Medić
Jakov Medić (* 7. September 1998 in Zagreb) ist ein kroatischer Fußballspieler. Der Innenverteidiger steht als Leihspieler von Ajax Amsterdam beim VfL Bochum unter Vertrag.

## Karriere
Medić wurde in Zagreb beim NK Hrvatski dragovoljac sowie beim NK Zagreb ausgebildet und verbrachte sein letztes Jahr als A-Jugendlicher in Pula beim NK Istra. Im Februar 2017 wechselte er zurück in die kroatische Hauptstadt zum NK Lučko, mit dem er zu seinen ersten Einsätzen in der 1. HNL kam. In der Saison 2017/18 stand der Innenverteidiger beim Zweitligisten NK Vinogradar unter Vertrag, kam jedoch für diesen nur zu je einem Liga- und Pokalspiel.
Im Sommer 2018 folgte ein Wechsel nach Deutschland zum 1. FC Nürnberg. Für dessen Regionalligamannschaft kam der Kroate in seiner ersten Saison als Stammspieler auf 26 Ligaspiele, in denen er zwei Tore erzielen konnte; am Saisonende wurde man Tabellenfünfter. Der in die 2. Bundesliga aufgestiegene SV Wehen Wiesbaden verpflichtete den Verteidiger im Sommer 2019 leihweise für zwei Spielzeiten, zeitgleich erhielt er einen bis Juni 2022 gültigen Profivertrag beim „Club“. Im Januar 2021, ein halbes Jahr vor Ablauf der Leihe, stattete Wehen Wiesbaden Medić mit einem Vertrag bis Sommer 2024 aus. Im Juni 2021 wechselte er unter Nutzung der Ausstiegsklausel zum FC St. Pauli, wo er einen ebenfalls bis 2024 laufenden Vertrag unterzeichnete.
Anfang August 2023 wechselte er vorzeitig in die Niederlande zum Erstligisten Ajax Amsterdam, wo er einen Vertrag bis Juni 2028 unterschrieb. Zur Saison 2024/25 wurde er für ein Jahr zurück nach Deutschland an den VfL Bochum verliehen.